# Buriton
Buriton é uma vila e freguesia no distrito de East Hampshire de Hampshire, Inglaterra. Ele está situado a 3,3 km a sul de Petersfield.
A aproximadamente 1 km e meio a noroeste de Buriton localizava-se o enorme solar de West Mapledurham, anteriormente propriedade das famílias Bilson e Legge. e posteriormente dos Gibbons e Bonham-Carters. Edward Gibbon, autor do clássico Declínio e queda do Império Romano, entre outras obras, morou em Buriton Manor durante boa parte da segunda metade do século XVIII. John Goodyer, o botânico do século XVII foi sepultado em St. Mary's e é celebrado com um vitral lá.